# Mistrovství světa v americkém fotbale
Mistrovství světa v americkém fotbale je mezinárodní turnaj reprezentačních týmů v americkém fotbale. Koná se jednou za čtyři roky pod patronací Mezinárodní federace amerického fotbalu (IFAF). Pěti dosavadních ročníků se zúčastnilo třináct zemí: Austrálie, Brazílie, Finsko, Francie, Itálie, Japonsko, Jižní Korea, Kanada, Mexiko, Německo, Rakousko, Spojené státy americké a Švédsko, na rok 2019 se plánuje rozšíření počtu účastníků na dvanáct reprezentací. Nejúspěšnější zemí jsou USA: prvních dvou turnajů se nezúčastnily, další tři vyhrály bez jediné porážky (USA reprezentuje amatérský výběr, který sestavuje organizace USA Football). Jediným hráčem, který nastoupil na všech dosavadních šampionátech, je Japonec Jasuo Wakisaka. Mistrovství světa v roce 2015 mělo původně pořádat Švédsko, ale pro nezájem sponzorů se pořadatelství vzdalo a turnaj se konal v americkém Cantonu.
| 1999 | Itálie   | 6 | Japonsko | Mexiko   | Švédsko  |
| 2003 | Německo  | 4 | Japonsko | Mexiko   | Německo  |
| 2007 | Japonsko | 6 | USA      | Japonsko | Německo  |
| 2011 | Rakousko | 8 | USA      | Kanada   | Japonsko |
| 2015 | USA      | 7 | USA      | Japonsko | Mexiko   |